# Avril 1929

## Événements
- 1er avril : Étienne Romano crée, sur la commune de Cannes, les Chantiers aéronaval Étienne Romano (CAER), une usine de construction d'aéronefs, avions et hydravions.
- 7 avril : fin du VIe congrès du Parti Communiste Français.
- 8 avril : loi soumettant les sociétés religieuses à autorisation en URSS[1]. Politique antireligieuse : Staline ferme 1 500 églises. La persécution est systématique.
- 11 avril : Edmond Thieffry (37 ans), à bord d'un Aviméta 92, se tue accidentellement au Kivu (Est de la RDC), en tentant de relier Albertville à Uvira. Le pilote belge, pris dans une violente tornade au bord du lac Tanganyika, s'écrase au sol dans la plaine de Kibanga.
- 15 avril  a fin mai 1929 :  Intervention secrète de plus de 2 000 hommes de l'armée rouge a lieu au cours d'une guerre civile en Afghanistan au profit du roi Amanullah Khan qui finit en exil.
- 24 au 26 avril : première liaison sans escale entre Londres et Karachi (Pakistan) réussir par un équipage britannique sur un Fairey Long Range Monoplane.
- 29 avril (Sport automobile) : premier Grand Prix automobile de Monaco.

## Naissances
- 1er avril : 
  - Marcel Amont, chanteur et acteur français († 8 mars 2023).
  - Milan Kundera, écrivain de langues tchèque et française († 11 juillet 2023).
  - André Touret, historien français († 10 mars 2018).
- 2 avril : Hans Koschnick, homme politique allemand  († 21 avril 2016).
- 3 avril : Poul Schlüter, personnalité politique danoise († 27 mai 2021).
- 4 avril : 
  - André Eijberg, sculpteur et céramiste belge († 31 janvier 2012).
  - Tahar Zbiri, militaire algérien († 30 octobre 2024).
- 5 avril : 
  - Hugo Claus, romancier belge († 19 mars 2008).
  - Tchinguiz Sadikhov, pianiste azerbaïdjanais († 30 décembre 2017).
- 6 avril : Chrístos Sartzetákis, homme d'État grec († 3 février 2022).
- 7 avril : Bob Denard, militaire et mercenaire français († 13 octobre 2007).
- 8 avril : Jacques Brel, chanteur, acteur et réalisateur belge († 9 octobre 1978).
- 10 avril : Max von Sydow, acteur et réalisateur franco-suédois († 8 mars 2020).
- 14 avril : William E. Thornton, astronaute américain.
- 15 avril : Gérald Beaudoin, sénateur canadien provenant du Québec († 10 septembre 2008).
- 18 avril : Mario Francesco Pompedda, cardinal italien, préfet émérite du Tribunal suprême de la Signature apostolique († 18 octobre 2006).
- 22 avril : Guillermo Cabrera Infante, écrivain cubain († 21 février 2005).
- 23 avril : George Steiner, écrivain de langues anglaise, allemande et française († 3 février 2020).
- 29 avril : André Lecoq, carrossier et restaurateur d'automobiles français  († 13 décembre 2012).

## Décès
- 4 avril : Carl Benz, mécanicien République de Weimar|allemand, fondateur de Daimler-Benz AG (° 1844).
- 17 avril : Clifford Sifton, politicien canadien.